# Mohammed Waheed Hassan
Mohammed Waheed Hassan (ur. 3 stycznia 1953 w Male) – malediwski polityk, pracownik ONZ. Deputowany do parlamentu krajowego w latach 1989–1991, wiceprezydent (2008–2012) i prezydent Malediwów (2012–2013).

## Młodość i edukacja
Mohammed Waheed Hassan urodził się w 1953 jako najstarsze z dziesięciorga dzieci. Ponieważ jego rodzina nie była zamożna, imał się różnych zajęć, by pomóc rodzicom w utrzymaniu rodzeństwa. Pracował jako korepetytor, a także w niepełnym wymiarze godzin jako nauczyciel. Na początku lat 70. rozpoczął studia licencjackie na Uniwersytecie Amerykańskim w Bejrucie, gdzie po czterech latach ukończył język angielski, ze specjalizacją w nauczaniu.
Przed 1976 powrócił do kraju, podejmując pracę nauczyciela w szkole Majeedhiya School w Male. W 1978, wraz z uruchomianiem w kraju pierwszej publicznej telewizji TVM (Television Maldives), został prezenterem wiadomości. We wrześniu 1978 uzyskał stypendium naukowe i wyjechał na studia na Stanford University do Stanów Zjednoczonych. W 1979 zdobył tytuł magistra w planowaniu edukacyjnym. 
Po powrocie na Malediwy podjął pracę w Ministerstwie Edukacji. W tym czasie był odpowiedzialny za plan rozwoju oświaty, zakładający powstanie centrów edukacyjnych na każdym atolu Malediwów. W 1980 został mianowany przez prezydenta Maumoona Abdula Gayooma jednym z prezydenckich członków Special Majlis, zajmującym się zmianom konstytucji.
W 1982 po raz kolejny uzyskał stypendium na Stanford University, gdzie w 1985 zdobył tytuł magistra nauk politycznych, a w 1987 tytuł doktora międzynarodowego rozwoju edukacji. Po zamknięciu przewodu doktorskiego podjął pracę jako menedżer w firmie technologicznej w San Francisco. 

## Działalność polityczna (1988–1991)
W 1988 powrócił do kraju, obejmując stanowisko dyrektora w Ministerstwie Edukacji, przez kilka miesięcy pełnił również obowiązki ministra edukacji w czasie wakatu na tym stanowisku. Wszedł także w skład Rady Narodowej ds. Języka Malediwskiego, Malediwskiej Rady Młodzieży oraz Doradczego Zarządu Rozwoju Atoli.
W 1989 wziął udział w wyborach, uzyskując mandat w parlamencie (Majlis) z okręgu Male. W tym czasie stał się bardziej krytyczny w stosunku do władz i polityki prezydenta Gayooma. Jako parlamentarzysta prowadził działania na rzecz przestrzegania i ochrony praw człowieka. Był autorem nieprzyjętej ostatecznie przez parlament projektu ustawy gwarantującej prawo wolności wypowiedzi, w tym wyrażania krytyki pod adresem władz. Po aresztowaniu działacza na rzecz praw człowieka, Mohameda Nasheeda, zaangażował się w „kampanię czarnej wstążki”, polegającej na wyrażaniu sprzeciwu wobec polityki władz poprzez przyodzianie ciemnego ubioru. W imieniu Nasheeda zwrócił się do prezydenta z prośbą o jego uwolnienie.
Za swoją działalność spotkał się z pogróżkami ze strony działającego na zlecenie polityczne gangu byłych skazańców „Bimbi Force”. Wobec jego osoby został wydany również zakaz opuszczania kraju. Zgodę na wyjazd otrzymał dopiero na własny wniosek od prezydenta Gayooma. 

## Praca w ONZ
W 1991 opuścił Malediwy, by podjąć pracę jako konsultant w różnych agencjach ONZ. Był pracownikiem UNDP oraz UNESCO w takich państwach jak Suazi, Lesotho, Mozambik, Tanzania, Bangladesz oraz wyspiarskich krajach południowego Pacyfiku. W 1992 objął funkcję szefa Departamentu Edukacji przy misji UNICEF w Tanzanii, a następnie w Bangladeszu. Po zakończeniu misji został doradcą w siedzibie UNICEF w Nowym Jorku. 
W kolejnych latach objął stanowisko zastępcy dyrektora regionalnego ds. Azji Południowej UNICEF z siedzibą w Nepalu. Po upadku władzy talibów w Afganistanie w 2001, objął w tym państwie funkcję specjalnego przedstawiciela ONZ ds. edukacji, angażując się w tworzenie nowego systemu szkolnictwa. Następnie stanął na czele biura UNICEF w Kabulu. W 2004 wrócił do Nowego Jorku, obejmując stanowisko dyrektora United Nations Development Group, mającej za zadanie reformę działania systemu ONZ w celu poprawy jego efektywności. We wrześniu 2005 zrezygnował z funkcji i powrócił na Malediwy.

## Działalność polityczna (od 2005)
Po powrocie do kraju w 2005 podjął się ponownie działalności politycznej. Bez powodzenia ubiegał się o przywództwo nowo powstałej, opozycyjnej Malediwskiej Partii Demokratycznej (Maldivian Democratic Party, MDP). Na jej czele stanął wówczas Mohamed Nasheed. Przez pół roku Waheed działał w strukturach partii, po czym w 2006 opuścił kraj, ponownie podejmując pracę w strukturach UNICEF. 
W czerwcu 2008 wrócił na Malediwy, zakładając własną partię polityczną Gaumee Itthihaad (National Unity Party, GIP). W wyborach prezydenckich w październiku 2008, pierwszych w pełni demokratycznych wyborach w historii kraju, został kandydatem na urząd wiceprezydenta u boku ubiegającego się stanowisko głowy państwa Mohameda Nasheeda. Po jego zwycięstwie nad urzędującym prezydentem Gayoomem, został 11 listopada 2008 zaprzysiężony na stanowisku wiceprezydenta Malediwów. 
7 lutego 2012, po rezygnacji prezydenta Nasheeda z powodu protestów społecznych, objął z mocy prawa urząd prezydenta kraju.